# Pristimantis eriphus
Espèce
Synonymes
- Eleutherodactylus eriphus Lynch & Duellman, 1980

Statut de conservation UICN

 VU B1ab(iii) : Vulnérable
Pristimantis eriphus est une espèce d'amphibiens de la famille des Craugastoridae.

## Répartition
Cette espèce se rencontre entre 2 160 et 2 630 m d'altitude sur le versant est de la cordillère Orientale :
- en Équateur dans la province de Napo ;
- en Colombie dans le département de Putumayo.

## Description
Les mâles mesurent de 18,1 à 25,2 mm et les femelles de 25,8 à 29,0 mm

## Publication originale
- Lynch & Duellman, 1980 : The Eleutherodactylus of the Amazonian slopes of the Ecuadorian Andes (Anura: Leptodactylidae). Miscellaneous Publication, Museum of Natural History, University of Kansas, vol. 69, p. 1-86 (texte intégral).